# Edaphoallogromia
Edaphoallogromia es un género de foraminífero bentónico de la familia Allogromiidae, del suborden Allogromiina y del orden Allogromiida. Su especie tipo es Edaphoallogromia australica. Su rango cronoestratigráfico abarca desde el Holoceno.

## Clasificación
Edaphoallogromia incluye a las siguientes especies:
- Edaphoallogromia australica